# ノース・コースト地域
ノース・コースト地域（ノース・コーストちいき、英: North Coast Regional District, NCRD）は、ブリティッシュコロンビア州の地方行政区の1つ。州内の西海岸に位置し、ハイダ・グワイ（旧称：クイーンシャーロット諸島）を含む。人口は18,181人（2021年国勢調査）。

## 歴史
1967年8月17日、スキーナA（Skeena A）として設立された。1973年3月10日、スキーナAはスキーナ・クイーンシャーロット地域（Skeena-Queen Charlotte Regional District, SQCRD）に変更された。
2016年9月19日、スキーナ・クイーンシャーロット地域からノース・コースト地域に改称された。

## 主な都市
- プリンスルパート （Prince Rupert）

### 参考資料
- Community Highlights for Skeena-Queen Charlotte Regional District